# Quốc ca Cộng hòa Mari El
Quốc ca Cộng hòa Mari El (tiếng Mari: Марий Элын чапмурыжо, tiếng Nga: Гимн Марий Эл) là quốc ca của Mari El, một chủ thể liên bang của Nga. Bài hát có lời trong ba ngôn ngữ: hai phiên bản của tiếng Mari, và tiếng Nga. Nhạc được sáng tác bởi Yuri Toyvars-Yevdokimov, lời được sáng tác bởi D. Islamov. Lời tiếng Nga được viết bởi Vl. Panov. Bài quốc ca có thể được biểu diễn trong dàn nhạc, hợp xướng, hoặc biểu diễn thanh nhạc và nhạc cụ khác.

## Lịch sử
Quốc ca hiện tại của Cộng hòa Mari El đã được chính quyền sở tại phê chuẩn vào ngày 9 tháng 7 năm 1992.

## Lời

### Tiếng Mari Đồng cỏ
| Ký tự Cyrill | Latinh hóa | Tiếng Việt |
| --- | --- | --- |
| Марий Эл тый улат Авай гай кажнылан. Шке сурт гай тый кÿлат Чыла мÿндыр марийлан. Điệp khúc Ме таче, чон пуэн, Марий мландым моктена. Вийнам иктыш чумырен, Пиалан илышым чоҥена. Сакла чот кугешнен Шке сынжым калыкна. Йомартле улмыж ден Эре тудо чаплана. Điệp khúc | Marii El tõi ulat Avai gai kažnõlan. Ške surt gai tõi külat Čõla mündõr marijlan. Refrain Me tače, čon puen, Marii mlandõm moktena. Viinam iktõš čumõren, Pialan ilõšõm čoňena. Sakla čot kugešnen Ške sõnžõm kalõkna. Jomartle ulmõž den Ere tudo čaplana. Điệp khúc | Mari El, Người—như một người mẹ Cho mọi người trong số phận Bất cứ nơi nào, hãy nhớ Con trai của Người sẽ về Người. Điệp khúc Hãy vinh quang, quê hương của chúng ta, Phát triển mạnh mẽ trong hạnh phúc và lao động. Luôn tự hào về Người Và hãy ca hát, Mari El, về Người! Giữ gìn danh dự của họ Nhân dân ta trong nhiều thế kỷ Và tình bạn như đá hoa cương Luôn bên những người anh em mạnh mẽ. Điệp khúc |

### Tiếng Mari Đồi
| Ký tự Cyrill | Latinh hóa |
| --- | --- |
| Марий Эл, äвä гань Ылат каждыйланок. Келäт шачмы пöрт гань Цилä мӹндӹр йыхланок. Refrain Кымылын ӹвӹртäл, Мары млäндӹм мактенä. Силам иктӹш цымырал, Соты цäшнäм ӹшкеок чангенä. Лÿктä кÿш лӹмжӹмäт Мары халык соок. Веселäжӹ, сӹржäт Лӹмлештäлтеш йӹрвäшок. Điệp khúc | Marii El, ävä gań Ylat každyilanok. Kelät šačmy pört gań Cilä mÿndÿr jyhlanok. Refrain Kymylyn ÿvÿrtäl, Mary mländÿm maktenä. Silam iktÿš cymyral, Sotõ cäšnäm ÿškeok čangenä. Lüktä küš lÿmžÿmät Mary halyk sook. Veseläžÿ, sÿržät Lÿmleštälteš jÿrväšok. Điệp khúc |

### Tiếng Nga
| Ký tự Cyrill | Latinh hóa |
| --- | --- |
| Марий Эл, ты — как мать Для каждого в судьбе. Где бы ни был — вспоминать Твой сын будет о тебе. Припев Славься, наш край родной, Цвети в счастье и в труде. Гордимся всегда тобой И поем, Марий Эл, о тебе! Свою честь сохранит Народ наш на века, И дружба как гранит Всегда с братьями крепка. Припев | Mariy El, ty — kak mat' Dlya kazhdogo v sud'be. Gde by ni byl — vspominat' Tvoy syn budet o tebe. Pripev Slav'sya, nash kray rodnoy Cveti v schastye i v trude. Gordimsya vsegda toboy I poyom, Mariy El, o tebe! Svoyu chest' sokhranit' Narod nash na veka, I druzhba kak granit Vsegda s bratyami krepka. Pripev |